# Remnants of a Deeper Purity
Remnants of a Deeper Purity är ett musikalbum som släpptes 1996 av darkwavebandet Black Tape for a Blue Girl.

## Låtlista
1. Redefine Pure Faith
2. Fin de Siécle
3. With My Sorrows
4. For You Will Burn Your Wings Upon the Sun
5. Wings Tattered, Fallen
6. Fitful
7. Remnants of a Deeper Purity
8. Again, to Drift (for Veronika)
9. I Have No More Answers